# Toudgha El Oulia
Toudgha El Oulia  (in arabo تودغى العليا‎?) è un centro abitato e comune rurale del Marocco situato nella provincia di Tinghir, regione di Drâa-Tafilalet. Conta una popolazione di 5 476 abitanti (censimento 2014).